# La Llagosta
La Llagosta är en ort och kommun i Spanien.   Den ligger i provinsen Província de Barcelona och regionen Katalonien, i den östra delen av landet, 500 km öster om huvudstaden Madrid. La Llagosta ligger 55 meter över havet och antalet invånare är 13 820.
Terrängen runt La Llagosta är platt åt nordväst, men åt sydost är den kuperad. La Llagosta ligger nere i en dal.  Närmaste större samhälle är Barcelona, 14,2 km söder om La Llagosta. Runt La Llagosta är det i huvudsak tätbebyggt.